# The Sweet Hereafter
The Sweet Hereafter (El dulce porvenir, en España; Dulce porvenir, en Hispanoamérica) es una película canadiense dirigida por Atom Egoyan en 1997. Su guion se basa en el libro de Russell Banks The Sweet Hereafter. La cinta participó en la selección oficial del Festival de Cannes de 1997.

## Argumento
El abogado Mitchell Stephens llega a un pueblo retirado de Columbia británica, en Canadá, donde 14 niños fallecieron en un accidente de autobús escolar. Intenta convencer a los padres de que se personen como acusación popular en un juicio que demuestre posibles negligencias por parte del ayuntamiento o del constructor del autobús. Los pocos testigos directos del accidente son Dolores Driscoll, la conductora del autobús, Billy Ansel, un padre que seguía el autobús en coche y que perdió a sus hijos en el accidente, y una chica de 15 años, Nicole Burnell, que quedó paraplégica.
La trama tiene como contrapunto la leyenda del El flautista de Hamelín que Nicole leía a los hijos de Billy Ansel cuando cuidaba de ellos.

## Premios
Ganadora de la Espiga de Oro en el Festival de cine de Valladolid (1997)
Festival de cine de Cannes
- Gran Premio del Jurado.
- Premio FIPRESCI
- Premio del Jurado Ecuménico

Premios GENIE
- Mejor Película.
- Mejor Director.
- Mejor Actor (Ian Holm)
- Mejor Dirección de Fotografía
- Mejor Banda Sonora.
- Mejor Montaje de sonido
- Mejor Sonido

## Reparto
- Ian Holm - Mitchell Stephens (abogado)
- Sarah Polley - Nicole Burnell (víctima)
- Tom McCamus - Sam Burnell (padre)
- Alberta Watson - Risa Walker (padre)
- Bruce Greenwood - Billy Ansel (padre)
- Gabrielle Rose - Dolores Driscoll (conductora de bus)
- Arsinée Khanjian - Wanda Otto (madre)